# A Ting
A Ting is een xã in het district Đông Giang, een van de districten in de Vietnamese provincie Quảng Nam.
A Ting heeft ruim 2000 inwoners op een oppervlakte van 75 km². A Ting bestaat uit een aantal xóms, waaronder A Rách en Ba Liên.